# Храм Вазнесења на Маслинској гори
Храм Вазнесења на Маслинској гори или Имвомон је саградио између 330. и 378. године римски Пименија на месту вазнесења Исуса Христа на Маслинској гори у Јерусалиму. 614. године су га уништили Персијанци, након чега га је обновио јерусалимски патријарх Модест (632-634).

## Имвомон
Летопис ходочасника Егерија (IV век) помиње Имвомона на месту где описује прославу Богојављења: „Сви иду на Маслинску гору, у цркву у којој се налази пећина, у којој је Господ био са апостолима који дан... А одатле, отприлике већ у шест сати увече, уз напеве се пењу у Имвомон, на место одакле се Господ вазнео на небо“.
Аркулф, који је Имвомон видео око 670. године, писао је да је то „велика обла црква, око које се налазе три засвођена портала, на врху покривена: унутрашња структура ове цркве је без крова и без свода и стоји на отвореном, у источном делу ове грађевине налази се олтар покривен уским кровом". Сличан опис Имвомона налазимо код преподобног Беде и Петра Ђакона.
Фрањевци су 1959. организовали археолошку експедицију коју је водио В. Корбо. Откривени су остаци темеља, према којима је утврђен пречник цркве око 25 м. Историјски описи грађевине од Аркулфа су углавном потврђени. Тераса, која је гледала на Јерусалим, завршавала се мермерним степеништем које је водило до Кидрона. Крст који је на врху Имвомона требало је да се види издалека, из Кедронске долине, а фењери који су осветљавали портал и терасу који су требали да се виде из Јерусалима.
Археолози су пронашли и посветни натпис у коме се помиње име јерусалимског патријарха светог патријарха Модеста, који је одлучио да обнови Имвомон, уништен од стране Персијанаца 614. године. Међутим, Модест га је обновио у скромнијем облику и не баш на истом месту. Савремени аутори сугеришу да то није последица Модестове грешке, већ његове жеље да се стриктно придржава првобитног плана изградње.
Место Вазнесења Господњег налази се на врху Маслинске горе, директно на истоку, и изгледа као мало брдо. На том брду стајао је округли камен, виши до колена, са кога се Христос вазнео. И цело место је прекривено сводовима, а на врху је нека врста округлог каменог дворишта, потпуно поплочана мермером. И усред те порте налази се дворац округао, без врха, а у том двору, под самим његовим непокривеним врхом, лежи свети камен, на коме су стајале пречисте ноге нашег Господара. А над каменом је направљена трпеза од мермерних плоча и на тој трпези се сада служе литургије. Камен се налази испод, испод свете трпезе, свуда около је обложен мермерним плочама, само му се врх мало види, и сви га хришћани љубе.

## Капела Вазнесења на Маслинској гори
Модерна капела Вазнесења која се налази на овом месту изграђена је у доба крсташа. Ово је мала грађевина, покривена полулоптастом куполом, споља осмоугаона, а споља заобљена у ротонду.
Доњи осмоугао је украшен лучним нишама са малим коринтским стубовима на угловима, са византијским резбареним кентаурима у капителима. Двориште капеле је отприлике половина површине коју заузима Имвомон; у близини унутрашње стране ограде капеле сачуване су основе њених стубова.
Напомиње се да најновија муслиманска грађевина – Купола Вазнесења на Храмовној гори, подигнута од материјала са демонтираних хришћанских грађевина на месту наводног вазнесења исламског пророка Мухамеда на небо, архитектонски позајмљује форме хришћанске. Капела Вазнесења Господњег.
После земљотреса 1834. године, капелу су заједнички обновиле грчка православна, католичка и јерменска заједница Светих места. Уз сагласност египатске владе, јерменска заједница је истовремено започела изградњу оближњег манастира за Јерменску апостолску цркву. Ово је коришћено за подстицање сукоба између Русије и Јермена. 13. септембра 1836. руски посланик у Цариграду А.П.Бутењев примио је жалбу Јерусалимског синода: "Османска Порта, из освете Русији, као православној... одузима нам свету Маслинску гору и даје је Јерменима".
По пријему жалбе, Николај I је наредио да се предузму неопходне мере. 8. септембра 1838. у Јерусалим је стигао судски представник Високе Порте и „почео да испитује и суди“. Сутрадан су сви заинтересовани отишли на Маслинску гору, где је, након „прецизног прегледа свих грађевина и њиховог детаљног описа“, одлучено „да су све новотарије достојне истребљења и уништења, тако да ови места и даље остају приступачна за богослужење за све народе“. Султан је био приморан да изда декрет којим се укида претходна дозвола, а 1839. године „Грци и католици су до темеља уништили“ јерменске зграде.
Насупрот западном улазу, у поду капеле налази се камен уоквирен правоугаоним мермерним оквиром исеченим у природној стени. Камен има удубљење у облику отиска леве људске ноге. Леонид (Кавелин) се присећа да је „Данило видео још две стопе овде (у 12. веку), али су касније муслимани исклесали једну ногу у стени и пренели је у џамију Ел-Акса, где је овај траг остао до данас“.